# Бобин, Геннадий Иванович
Геннадий Иванович Бобин (1939—2021) — советский и российский военный деятель и педагог, кандидат военных наук, генерал-майор. Начальник штаба и первый заместитель командующего 53-й ракетной армии (1985—1989). Начальник командного факультета Военной академии имени Ф. Э. Дзержинского (1991—1994).

## Биография
Родился 5 июня 1939 года в Брянске.
В 1961 году окончил Серпуховское военное авиационно-техническое училище. С 1961 года служил в составе Ракетных войск стратегического назначения СССР — Ракетных войск стратегического назначения Российской Федерации. С 1961 по 1971 год — техник, старший техник, заместитель командира и командир ракетной группы ракетного полка. С 1970 по 1971 год — заместитель командира ракетного полка по боевому управлению.
С 1971 по 1975 год обучался на командном факультете Военной академии имени Ф. Э. Дзержинского. С 1975 по 1976 год — командир 532-го ракетного полка. С 1976 по 1980 год — начальник штаба и заместитель командира 59-й ракетной дивизии. С 1980 по 1982 год обучался в Военной ордена Ленина Краснознамённой ордена Суворова академии Генерального штаба Вооружённых Сил СССР имени К. Е. Ворошилова. С 1982 по 1985 год — командир 59-й ракетной дивизии, в составе 31-й ракетной армии. В частях дивизии под руководством Г. И. Бобина состояли стратегические пусковые ракетные установки третьего поколения с тяжёлой двухступенчатой жидкостной ампулизированной межконтинентальной баллистической ракетой шахтного базирования «Р-36М» и «Р-36М УТТХ».
С 1985 по 1989 год — начальник штаба — первый заместитель командующего и член Военного совета 53-й ракетной армии, в состав соединений армии входили подвижные грунтовые ракетные комплексы стратегического назначения с трёхступенчатой твердотопливной межконтинентальной баллистической ракетой «Тополь» и с Боевым железнодорожным ракетным комплексом в составе баллистических ракет «РТ-23 УТТХ». С 1989 по 1991 год — заместитель начальника Управления высших учебных заведений РВСН СССР. С 1991 по 1994 год на научно-педагогической работе в Военной академии имени Ф. Э. Дзержинского в должности начальника командного факультета.
С 1994 года в запасе Вооружённых Сил Российской Федерации.
Скончался 9 сентября 2021 года в Москве, похоронен на Федеральном мемориальном кладбище.

## Награды
- Орден «За службу Родине в Вооружённых Силах СССР» II и III степени
- Медаль «За боевые заслуги»[2]
- другие медали СССР и РФ